# Aeroportul Internațional Bauerfield
Aeroportul Internațional Bauerfield (IATA: VLI, ICAO: NVVV) este un aeroport din Port Vila, Shefa⁠(d), Vanuatu ce deservește zona Port Vila. 
Situat la o altitudine de 21 m, aeroportul dispune de 1 pistă.

## Infrastructură

### Piste
Aeroportul dispune de o singură pistă. Pista are orientarea 11/29.